# رالف كيني
رالف كيني (بالإنجليزية: Ralph Kinney)‏ هو لاعب كرة قدم أمريكية أمريكي، ولد في 30 سبتمبر 1881 في كليفلاند في الولايات المتحدة، وتوفي في 1 يوليو 1956.